# Epiophlebia superstes
Epiophlebia superstes är en trollsländeart som först beskrevs av Selys 1889.  Epiophlebia superstes ingår i släktet Epiophlebia och familjen Epiophlebiidae. Inga underarter finns listade i Catalogue of Life.

## Bildgalleri

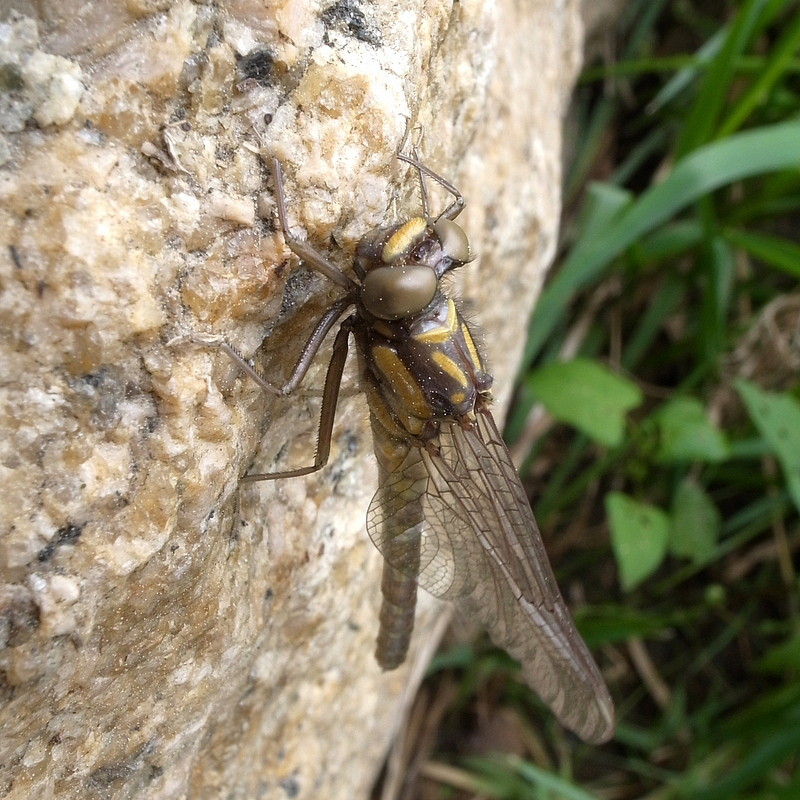
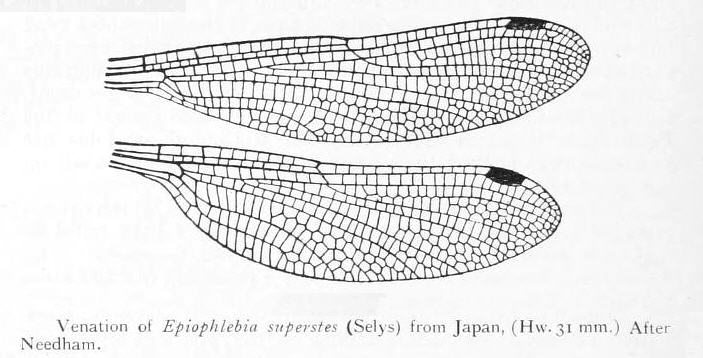